# Centre d'enseignement des soins d'urgence
Pour les articles homonymes, voir CESU.
Les Centres d'enseignement des soins d'urgence (Cesu) sont des départements au sein des hôpitaux publics français chargés de délivrer un enseignement aux acteurs de l'urgence, essentiellement les ambulanciers et les étudiants en médecine. Ils dépendent du Samu.
Les CESU ont été créés par la circulaire du 26 juin 1973 recommandant la création de « centres de formation des personnels participant aux secours d'urgence » dans les CHU. Les centres ont logiquement été mis sous la coupe du Samu, avec :
- le décret 87-1005 du 16 décembre 1987 relatif aux missions d'enseignement des Samu, et
- l'arrêté n°89-0298 relatif à la formation à l'aide médicale urgente, aux secours d'urgence, aux situations d'exception et à leur prévention à tous les personnels concernés (1989).

Les centres ont pris leur nom définitif avec l'arrêté du 11 octobre 1991,  modifié par l'arrêté du 31 décembre 1991, fixant la liste des centres pour l’enseignement au certificat de capacité d'ambulancier (CCA).
Leur fonctionnement a été revu par un arrêté du 26 avril 2012.